# Ermetus
Ermetus inopinabilis es una especie de araña araneomorfa de la familia Mimetidae. Es el único miembro del género monotípico Ermetus. Es originaria de Rusia donde se encuentra en el Distrito federal del Sur.